# V580 Возничего
V580 Возничего (лат. V580 Aurigae) — двойная затменная переменная звезда типа Алголя (EA) в созвездии Возничего на расстоянии приблизительно 7484 световых лет (около 2295 парсеков) от Солнца. Видимая звёздная величина звезды — от +15,2m до +13,78m. Орбитальный период — около 4,3976 суток.

## Характеристики
Первый компонент — белая звезда спектрального класса A. Радиус — около 2,44 солнечных, светимость — около 18,185 солнечных. Эффективная температура — около 7634 К.